# 드미트로 치그린스키
드미트로 아나톨리요비치 치흐린스키(우크라이나어: Дмитро Анатолійович Чигри́нський, 1986년 11월 7일 ~ )는 우크라이나의 축구 선수로, 우크라이나 프리미어리그 팀인 샤흐타르 도네츠크에서 센터백으로 뛰고 있다.
2009년 8월 31일 FC 바르셀로나의 감독 주제프 과르디올라가 강력하게 영입 의사를 피력함으로써 바르셀로나 구단이 영입을 시도, FC 샤흐타르 도네츠크로부터 2,500만 유로의 이적료로 이적하였다. 5년 계약을 맺었으며 연봉은 1,200만 유로에서 시작하고 5년 후에는 2,000만 유로를 지급하는 것으로 합의되었다. 그러나 팀에 적응하지 못하면서 14경기에 출장하는데 그쳤고, 결국 한 시즌만에 1,500만 유로의 이적료로 샤흐타르로 복귀하게 되었다.